# Duvalius dragacevensis
Duvalius dragacevensis is een keversoort uit de familie van de loopkevers (Carabidae). De wetenschappelijke naam van de soort is voor het eerst geldig gepubliceerd in 2001 door S.Curcic; Pavicevic & B.Curcic.